# Макаров Тимофій Георгійович
Тимофій Георгійович Макаров (1896 — ?) — радянський діяч, голова Київської обласної контрольної комісії КП(б)У. Член ВУЦВК. Член ЦК КП(б)У з лютого 1933 по травень 1937 року.

## Біографія
Працював робітником-металістом.
Член РСДРП(б) з травня 1917 року.
З 1923 по 1927 рік служив у Червоній армії в місті Києві, обирався членом контрольної комісії та членом партійної колегії Київської міської контрольної комісії КП(б)У.
У 1927—1929 роках — завідувач організаційного відділу Січневого міськрайонного партійного комітету КП(б)У міста Києва, секретар Січневого міськрайонного партійного комітету КП(б)У міста Києва.
У жовтні 1929 — 1930 року — завідувач організаційного відділу Київського окружного комітету КП(б)У. З 1930 року — завідувач організаційного відділу Київського міського комітету КП(б)У.
До лютого 1932 року — партійний організатор Катерининської залізниці в місті Дніпропетровську і член бюро Дніпропетровського міського партійного комітету КП(б)У.
У лютому 1932 — лютому 1933 року — 3-й секретар Дніпропетровського обласного комітету КП(б)У і, одночасно, 1-й секретар Дніпропетровського міського партійного комітету КП(б)У.
У лютому 1933 — 1934 року — голова Київської обласної контрольної комісії КП(б)У.
Подальша доля невідома.